# Jamit
Koordinaten: 31° 5′ 0″ N, 34° 8′ 0″ O
Jamit (hebräisch יַמִּית Jammīt) war eine israelische Stadt im Nordosten der Sinai-Halbinsel mit zuletzt (1982) ca. 1.200 Einwohnern.
Sie wurde während der israelischen Besetzung der Halbinsel seit Ende des Sechstagekrieges bis zur Übergabe dieses Gebiets an Ägypten nach dem israelisch-ägyptischen Friedensvertrag aus dem Jahre 1982 gebaut. Einige Israelis siedelten in unbevölkerten Gebieten und gründeten eine neue Stadt. Die Planungen sahen eine Einwohnerzahl von bis zu 200.000 vor. Die höchste tatsächlich erreichte Einwohnerzahl lag bei ca. 3.000.
Das Abkommen zwischen Israel und Ägypten sah vor, dass Ägypten 80 Millionen US$ für die Wohnungen und die Infrastruktur der Stadt zahlen sollte. Letztlich entschied der israelische Ministerpräsident Menachem Begin jedoch, stattdessen in letzter Minute die Siedlung zu zerstören. Nach Aussage des damaligen israelischen Botschafters in Ägypten, Mosche Sasson, fürchtete Begin, dass die israelischen Siedler heimlich zu ihren Häusern zurückkehren und dadurch Spannungen mit Ägypten verursachen würden. Die Entscheidung, die Siedlungen niederzureißen, verursachte erheblichen Protest in der ägyptischen Öffentlichkeit. 
Viele der Siedler des geräumten Jamit wählten als neue Heimat israelische Siedlungen im Gazastreifen.